# Žalejka
La žalejka (in russo жалейка?) è un legno a singola ancia tipico della Russia. Uno strumento tra i favoriti delle antiche popolazioni Slave, ha mantenuto la sua forma originale sino ai giorni nostri.
Conosciuta anche come žalomejka, il suo nome reca la medesima radice di žalnik (tomba degli antichi Slavi) e da ciò si suppone fosse suonato durante le cerimonie funebri. Più verosimilmente il suo nome deriva dal termine shalmei - dal tedesco Schalmei ← francese chalumeau ← latino calamus (canna).